# Yves Courtonne
Yves Courtonne est un prêtre catholique et helléniste français né à Nantes le 27 juillet 1892 et mort à Paris le 18 février 1974.

## Biographie
Yves Jules Marie Joseph Courtonne est le fils de Jean Marie Hippolyte Courtonne, archiviste d'état major, chevalier de la Légion d'honneur (1967), et de Joséphine Alexandrine Aguesse. Il est le frère du chanoine Marcel Courtonne.
Ordonné prêtre le 29 juin 1915, il devient maître d'études et surveillant à Saint-Stanislas de Nantes. À partir de 1923, il devient professeur à l'externat des Enfants-Nantais en 1923, y enseignant le grec à partir de 1925.
Docteur ès lettres à la Sorbonne en 1932, il se consacre à l'étude de saint Basile de Césarée en particulier, publiant un Saint Basile et l'hellénisme en 1934, qui est couronné du prix Narcisse-Michaut de l'Académie française en 1943.
Il édite les Homélies sur les richesses (1934) et les Lettres de saint Basile dans la Collection des universités de France (1957-1966).
Il est chargé, par le ministère de l'Éducation nationale, d'une mission de recherches scientifiques en Italie et au Proche-Orient (Patmos) pour études des manuscrits de Saint Basile.
Il devient professeur de grec à l'Institut catholique de Paris de 1942 à 1962 et enseigne à la Faculté libre des lettres de Paris de 1957 à 1966.

## Publications
- Un témoin du IVe siècle oriental, Saint Basile et son temps d'après sa correspondance (1973)
- Saint Basile et l’hellénisme (1934 ; prix Narcisse-Michaut 1943)

## Sources
- Jean-Marie Mayeur, Yves-Marie Hilaire, Michel Lagrée, Dictionnaire du monde religieux dans la France contemporaine, volume 3, La Bretagne, Beauchesne, 1990.